# Aloe kilifiensis
Aloe kilifiensis là một loài thực vật có hoa trong họ Măng tây. Loài này được Christian mô tả khoa học đầu tiên năm 1942.

## Hình ảnh

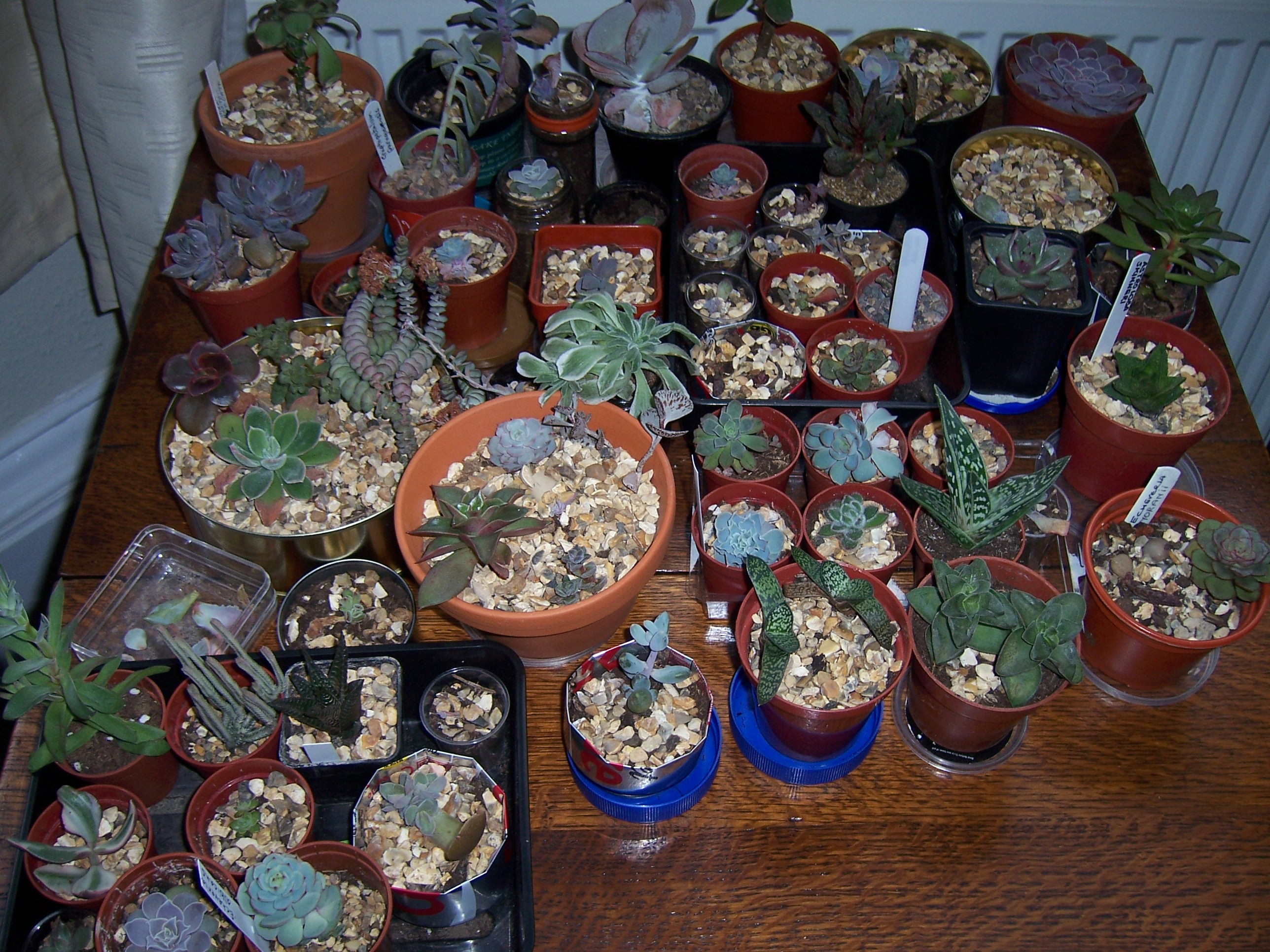
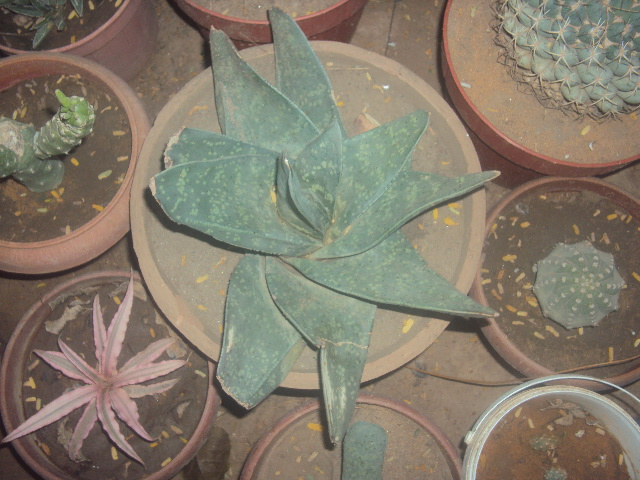
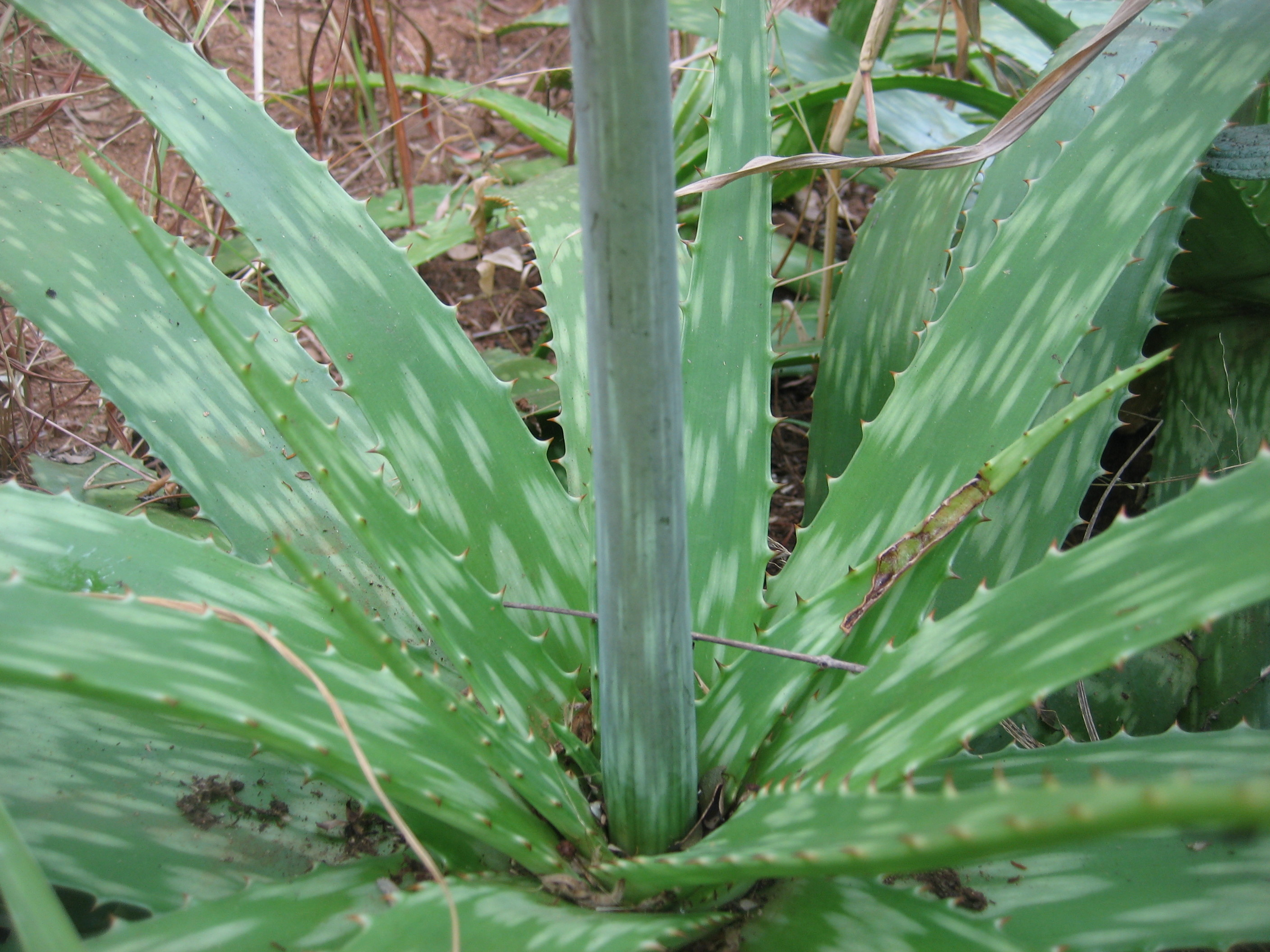
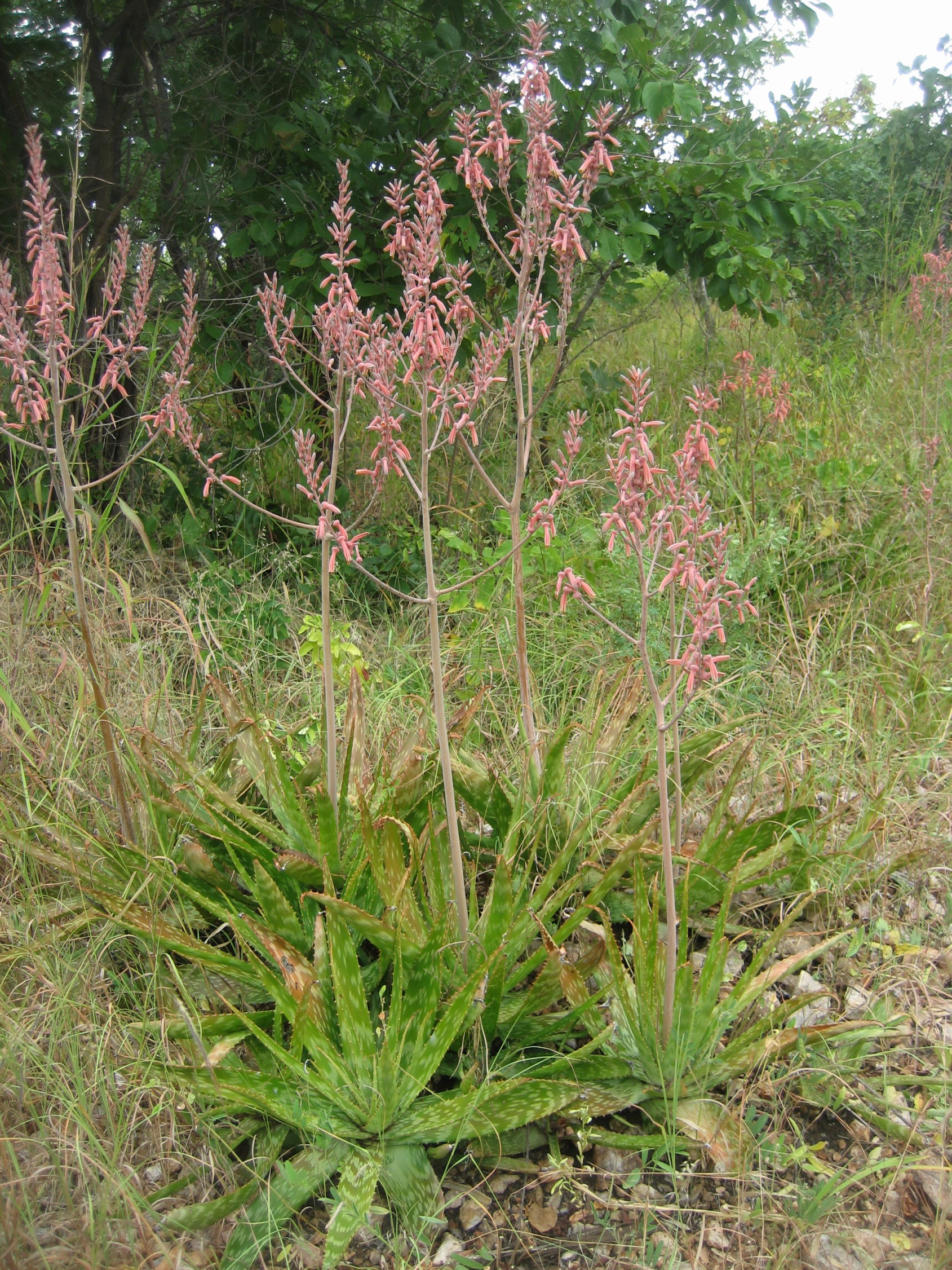